# Jolyon Palmer
Jolyon Carlyle Palmer (Horsham, 1991. január 20. –) brit autóversenyző, 2016 és 2017 között a  Renault Formula–1-es csapat pilótája. Édesapja, Jonathan Palmer egykor szintén a Formula–1-ben versenyzett, testvére, Will ugyancsak autóversenyző.
2014-ben megnyerte a GP2-es versenysorozatot a DAMS csapatával. 2015. október 23-án a Lotus-istálló bejelentette, hogy ő lesz Pastor Maldonado csapattársa 2016-ban. Végül Pastor Maldonado helyére szerződtette a francia-istálló Kevin Magnussent. Rövid és felejthető Formula 1-es pályafutása végeztével 2017-ben a Japán Nagydíj után a Renault menesztette. Jelenleg a BBC szakértőjeként dolgozik mint volt Formula–1-es pilóta.

## Eredményei

### Karrier összefoglaló
| Szezon | Bajnokság                         | Csapat               | Verseny     | Győzelem    | Pole        | Leggyorsabb kör | Dobogó      | Pont        | Helyezés    |
| ------ | --------------------------------- | -------------------- | ----------- | ----------- | ----------- | --------------- | ----------- | ----------- | ----------- |
| 2005   | T Cars Autumn Trophy              |                      | 6           | ?           | ?           | ?               | ?           | 92          | 5.          |
| 2006   | T Cars                            | PalmerSport Junior   | 20          | 0           | 1           | ?               | 4           | 92          | 5.          |
| 2006   | T Cars Autumn Trophy              | PalmerSport Junior   | 6           | 4           | 3           | 4               | 5           | 61          | 1.          |
| 2007   | Formula Palmer Audi               |                      | 15          | 2           | 2           | ?               | 4           | 187         | 10.         |
| 2007   | T Cars                            | PalmerSport Junior   | 2           | 2           | 1           | 2               | 0           | 24          | 11.         |
| 2008   | Formula Palmer Audi               |                      | 20          | 1           | 3           | 3               | 11          | 338         | 3.          |
| 2008   | Formula Palmer Audi Autumn Trophy | 6                    | 0           | 0           | 0           | 3               | 89          | 3.          |             |
| 2008   | Formula Palmer Audi Shootout      | 3                    | 0           | 0           | 0           | 1               | 36          | 3.          |             |
| 2009   | Formula Palmer Audi               | PalmerSport          | 8           | 1           | 3           | 2               | 2           | 70          | 16.         |
| 2009   | FIA Formula–2-es bajnokság        | MotorSport Vision    | 16          | 0           | 0           | 0               | 0           | 3           | 21.         |
| 2010   | FIA Formula–2-es bajnokság        | MotorSport Vision    | 18          | 5           | 5           | 3               | 10          | 242         | 2.          |
| 2011   | GP2                               | Arden International  | 18          | 0           | 0           | 0               | 0           | 0           | 28.         |
| 2011   | GP2 Asia Series                   | Arden International  | 4           | 0           | 0           | 0               | 0           | 0           | 19.         |
| 2011   | GP2 Final                         | Barwa Addax Team     | 2           | 0           | 0           | 0               | 1           | 9           | 4.          |
| 2011   | FIA Formula–2-es bajnokság        | PalmerSport          | 2           | 0           | 0           | 0               | 0           | 0           | NC          |
| 2012   | GP2                               | iSport International | 24          | 1           | 0           | 0               | 3           | 78          | 11.         |
| 2013   | GP2                               | Carlin Motorsport    | 22          | 2           | 1           | 2               | 3           | 119         | 7.          |
| 2014   | GP2                               | DAMS                 | 22          | 4           | 3           | 7               | 12          | 276         | 1.          |
| 2014   | Formula–1                         | Sahara Force India   | Tesztpilóta | Tesztpilóta | Tesztpilóta | Tesztpilóta     | Tesztpilóta | Tesztpilóta | Tesztpilóta |
| 2015   | Formula–1                         | Lotus F1 Team        | Tesztpilóta | Tesztpilóta | Tesztpilóta | Tesztpilóta     | Tesztpilóta | Tesztpilóta | Tesztpilóta |
| 2016   | Formula–1                         | Renault              | 21          | 0           | 0           | 0               | 0           | 1           | 18.         |

### Teljes Formula–2-es eredménylistája
(Táblázat értelmezése)

(Félkövér: pole-pozícióból indult; dőlt: leggyorsabb kört futott) 

| Év   | Rajtszám | 1        | 2        | 3        | 4        | 5        | 6        | 7        | 8        | 9        | 10       | 11       | 12       | 13       | 14      | 15       | 16       | 17      | 18       | Helyezés | Pont |
| ---- | -------- | -------- | -------- | -------- | -------- | -------- | -------- | -------- | -------- | -------- | -------- | -------- | -------- | -------- | ------- | -------- | -------- | ------- | -------- | -------- | ---- |
| 2009 | 3        | VAL 1 21 | VAL 2 Ki | BRN 1 10 | BRN 2 14 | SPA 1 16 | SPA 2 Ki | BRH 1 12 | BRH 2 16 | DON 1 16 | DON 2 12 | OSC 1 15 | OSC 2 19 | IMO 1 12 | IMO 2 6 | CAT 1 13 | CAT 2 11 |         |          | 21.      | 3    |
| 2010 | 3        | SIL 1    | SIL 2    | MAR 1 Ki | MAR 2 5  | MNZ 1    | MNZ 2 1  | ZOL 1 2  | ZOL 2    | ALG 1    | ALG 2    | BRH 1 8  | BRH 2 Ki | BRN 1 5  | BRN 2 1 | OSC 1 3  | OSC 2 12 | VAL 1 7 | VAL 2 13 | 2.       | 242  |
| 2011 | 14       | SIL 1    | SIL 2    | MAG 1    | MAG 2    | SPA 1    | SPA 2    | NÜR 1 Ni | NÜR 2 Ni | BRH 1    | BRH 2    | SPL 1    | SPL 2    | MNZ 1    | MNZ 2   | CAT 1    | CAT 2    |         |          | –        | 0    |

### Teljes GP2-es eredménylistája
(Táblázat értelmezése)

(Félkövér: pole-pozícióból indult; dőlt: leggyorsabb kört futott) 

| Év   | Csapat               | 1          | 2          | 3           | 4          | 5           | 6           | 7          | 8          | 9          | 10         | 11         | 12         | 13         | 14         | 15         | 16         | 17         | 18         | 19         | 20         | 21        | 22         | 23         | 24         | Helyezés | Pont |
| ---- | -------------------- | ---------- | ---------- | ----------- | ---------- | ----------- | ----------- | ---------- | ---------- | ---------- | ---------- | ---------- | ---------- | ---------- | ---------- | ---------- | ---------- | ---------- | ---------- | ---------- | ---------- | --------- | ---------- | ---------- | ---------- | -------- | ---- |
| 2011 | Arden International  | TUR FEA 17 | TUR SPR 9  | ESP FEA 18  | ESP SPR 17 | MON FEA Hn  | MON SPR 11  | VAL FEA 9  | VAL SPR Ki | GBR FEA 20 | GBR SPR 16 | GER FEA 19 | GER SPR Ki | HUN FEA 22 | HUN SPR 18 | BEL FEA Ki | BEL SPR 14 | ITA FEA Ki | ITA SPR 19 |            |            |           |            |            |            | 28.      | 0    |
| 2012 | iSport International | MAL FEA 17 | MAL SPR 12 | BHR1 FEA Ni | BHR1 SPR 7 | BHR2 FEA 24 | BHR2 SPR 22 | ESP FEA 9  | ESP SPR Ni | MON FEA 6  | MON SPR 1  | EUR FEA Ki | EUR SPR Ki | GBR FEA 3  | GBR SPR 5  | GER FEA 18 | GER SPR 18 | HUN FEA 6  | HUN SPR 5  | BEL FEA Ki | BEL SPR 10 | ITA FEA 7 | ITA SPR 3  | SIN FEA Ki | SIN SPR Ki | 11.      | 78   |
| 2013 | Carlin               | MAL FEA 6  | MAL SPR 9  | BHR FEA 5   | BHR SPR 6  | ESP FEA 10  | ESP SPR 4   | MON FEA Ki | MON SPR 12 | GBR FEA 6  | GBR SPR Ki | GER FEA 24 | GER SPR 11 | HUN FEA 1  | HUN SPR 12 | BEL FEA 15 | BEL SPR 6  | ITA FEA Ki | ITA SPR 10 | SIN FEA 1  | SIN SPR 17 | UAE FEA 2 | UAE SPR Ki |            |            | 7.       | 119  |
| 2014 | DAMS                 | BHR FEA 3  | BHR SPR 1  | ESP FEA 2   | ESP SPR 2  | MON FEA 1   | MON SPR 7   | AUT FEA 5  | AUT SPR 6  | GBR FEA 2  | GBR SPR 4  | GER FEA 3  | GER SPR 6  | HUN FEA 4  | HUN SPR 2  | BEL FEA 6  | BEL SPR 3  | ITA FEA 8  | ITA SPR 1  | RUS FEA 1  | RUS SPR 10 | UAE FEA 2 | UAE SPR Ki |            |            | 1.       | 276  |

### Teljes GP2 Asia eredménylistája
(Táblázat értelmezése)

(Félkövér: pole-pozícióból indult; dőlt: leggyorsabb kört futott) 

| Év   | Csapat              | 1          | 2          | 3          | 4          | Helyezés | Pont |
| ---- | ------------------- | ---------- | ---------- | ---------- | ---------- | -------- | ---- |
| 2011 | Arden International | ABU FEA 14 | ABU SPR 10 | IMO FEA 19 | IMO SPR Ki | 19.      | 0    |

### Teljes Formula-1-es eredménysorozata
(Táblázat értelmezése)

(Félkövér: pole-pozícióból indult; dőlt: leggyorsabb kört futott) 

| Év   | Csapat  | 1      | 2      | 3      | 4      | 5      | 6      | 7      | 8      | 9      | 10     | 11     | 12     | 13     | 14     | 15     | 16     | 17     | 18     | 19     | 20     | 21     | Helyezés | Pont |
| ---- | ------- | ------ | ------ | ------ | ------ | ------ | ------ | ------ | ------ | ------ | ------ | ------ | ------ | ------ | ------ | ------ | ------ | ------ | ------ | ------ | ------ | ------ | -------- | ---- |
| 2015 | Lotus   | AUS    | MAL    | CHN Tp | BHR Tp | ESP Tp | MON    | CAN    | AUT Tp | GBR Tp | HUN Tp | BEL Tp | ITA Tp | SIN    | JPN Tp | RUS Tp | USA    | MEX Tp | BRA Tp | UAE Tp |        |        | –        | –    |
| 2016 | Renault | AUS 11 | BHR Ni | CHN 22 | RUS 13 | ESP 13 | MON Ki | CAN Ki | EUR 15 | AUT 12 | GBR Ki | HUN 12 | GER 19 | BEL 15 | ITA Ki | SIN 15 | MAL 10 | JPN 12 | USA 13 | MEX 14 | BRA Ki | UAE 17 | 18.      | 1    |
| 2017 | Renault | AUS Ki | CHN 13 | BHR 13 | RUS Ki | ESP 15 | MON 11 | CAN 11 | AZE Ki | AUT 11 | GBR Ni | HUN 12 | BEL 13 | ITA Ki | SIN 6  | MAL 15 | JPN 12 | USA    | MEX    | BRA    | UAE    |        | 17.      | 8    |